# El Paujil (Colombie)
El Paujil est une municipalité située dans le département de Caquetá, en Colombie.

## Toponymie

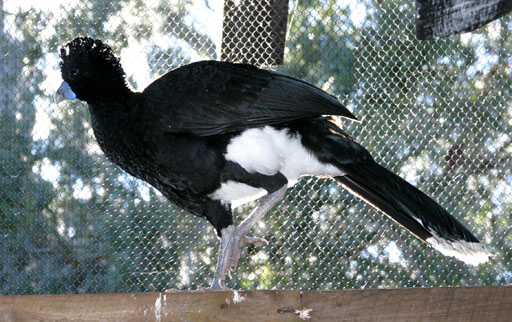
Un paujil, l'oiseau qui a donné son nom au village.

Le nom « El Paujil » provient d'un oiseau sauvage qui abonde dans le Caquetá, en particulier dans la région où est situé ce village.